# 郭希錦
郭希錦（英語：：1958年12月20日—，聖名：味噌爵），是天主教中國籍地下教會主教，但不獲中國政府承認。曾擔任福寧教區（閩東教區）正權主教。2018年9月22日，中國與梵蒂岡聖座簽署臨時協議。協議要求郭希錦改任為該教區輔理主教。2020年10月4日，自行宣佈辭任輔理主教的職務。

## 生平

### 早年生活
郭希錦出生於1958年12月20日，中國福安市溪潭鎮西隱村。1980年1月1日，詮入教區文藻神哲學院學習。

### 鐸職
1984年1月26日，由甘肅天水教區李新生主教晉鐸。晉鐸後與朱如慈神父共同負責修院工作，並為修生授課，1985年開始協助處理教區事務，負責財務並培育聖召。1988年又擔任教區文藻神哲學院院長，並在同年在福安市賓館首次與地區公安處及福安市公安局進行對話，開啟教區與有關部門談判的門戶。
1990年首度被捕，翌年釋放。1993年兼任中國大陸主教團秘書，協助魏景義秘書長的工作。不久後再次被捕，1994年釋放。1996年，第三次被捕，數月後獲得釋放。
1999年，由於温州教區林錫黎主教及司鐸全部被捕。他短暫任命為温州教區署理。2005年9月，被選為福寧教區秘書長，並繼續兼任修院院長與參議員。

### 牧職
2008年12月28日，獲黃守誠主教秘密祝聖為福寧教區助理主教，並於其前任在2016年7月30日去世時自動成為正權主教，惟當局禁止以其以主教的身分主持葬禮。
2017年4月7日，被福安民族宗教事務局召去，後來市公安局通知教區，省民宗廳把郭主教強迫參加為期二十天的學習班。同年5月6日獲釋後。

#### 降級风波
2018年3月25日，郭希錦再次被帶走，翌日獲釋。教區消息人士指，政府要阻止他以主教身份主持原訂於3月28日舉行的聖油彌撒。中國國家宗教事務局前副局長陳宗榮否認郭希錦被拘。他表示郭希錦是受到廈門教區主教蔡炳瑞邀請，前往廈門。
同年9月22日，中梵就主教任命權達成協議。聖座赦免了七名由天主教愛國會非法自選自聖的主教。並且，要求郭希錦由正權主教降級為輔理主教，讓被赦免的詹思祿成為福寧教區正權主教。
2020年1月16日，郭希錦主教被政府驅逐離開主教府，一起工作的幾位神職人員也被迫離開福安市羅江天主堂。
2020年10月4日，郭希錦主教宣佈辭任輔理主教的職務，前後亦不再參加公開活動，並退出教區管理組織。

## 參閱
- 中梵關係
- 中華人民共和國—梵蒂岡關係
- 中國天主教愛國會
- 中國自選自聖主教列表
- 中國天主教地下教會